# Opistognathus dipharus
Opistognathus dipharus är en fiskart som beskrevs av Smith-vaniz 2010. Opistognathus dipharus ingår i släktet Opistognathus och familjen Opistognathidae. Inga underarter finns listade i Catalogue of Life.